# Papi Dolgozatok Gyászesetekre
A Papi Dolgozatok Gyászesetekre egy 19. század közepi magyar gyakorlati teológiai (lelkészi) könyvsorozat. 1882-ben a sorozat majdnem teljesen újra megjelent azonos címmel és Halotti prédikácziók, gyászbeszédek és imák, egyházban, gyászudvaron és sírnál alcímmel.

## Története
1849-ben indította meg Szilády László (1812–1862) kiskunhalasi református lelkész, de ő csak két füzetet adott ki belőle. A harmadiktól kezdve Fördős Lajos (1817–1884) kunszentmiklósi, majd kecskeméti református lelkész szerkesztette. Kókai Lajos kiadásában Kecskeméten jelent meg 1849–1871 között. Különböző szerzőktől gyűjtött egyházi beszédeket tartalmazó kötetek voltak a részei.
A VII. kötet a Google Könyvek honlapon digitalizálva van, és ingyenesen olvasható.

## Az egyes kötetek
- 1. kötet.  Szilády László. Halotti beszédek egyházban és sírnál, s igyenekre vezérigék, tárgyak és vázlatok. 1849
- 2. kötet. Szilády László. Halotti beszédek egyházban és sírnál s ilyenekre vezérigék, tárgyak és vázlatok. (2 lev., 209 és l.) 1850
- 3. kötet. tartalma nem ismert
- 4. kötet. Halotti prédikációk, gyászbeszédek és imák, egyházban, gyászudvaron és sírnál. (268 l. és 2 lev.) 1854
- 5. kötet. Halotti predikácziók, gyászbeszédek és imák stb. 1855
- 6. kötet. Halotti prédikácziók, gyászbeszédek és imák stb. (189 és 3 l.) 1858
- 7. kötet. Halotti prédikácziók; gyászbeszédek és imák stb. (2 lev., 221 és 3 l.) 1857
- 8. kötet. Halotti prédikácziók, gyászbeszédek és imák stb. (2 lev., 216 l. és 2 lev.) 1859
- 9. kötet. Néhai Szilády László műveiből halotti prédikácziók, imák és sírbeszédek. Mellékletül: A boldogult szerző felett tartott 2 gyászbeszéd Dobos János és Szász Károlytól. (143 és 35 l.) 1863
- 10. kötet. Nagy Lajos halotti prédikácziói stb. (192 l.) 1863
- 11. Halotti prédikácziók stb. több szerzőtől. (208, 216 l.) 1864, 1867
- 12. kötet. Halotti prédikácziók stb. több szerzőtől. (204 l.) 1865
- 13. kötet. Halotti prédikácziók stb. több szerzőtől. (208, 216 l.) 1864, 1867
- 14. kötet. Bulcsu Károly gyász- és sírbeszédei (160 l.) Debreczen, 1871

## Az 1880-as évekbeli 2. kiadás
1882-ben Kókai Lajos kiadásában Budapesten ismét megjelent 13 kötet a sorozatból Papi Dolgozatok Gyászesetekre – Halotti prédikácziók, gyászbeszédek és imák, egyházban, gyászudvaron és sírnál alcímmel.